# MVP de la Chinese Basketball Association
El MVP de la  Chinese Basketball Association (CBA) es el galardón que se concede al mejor jugador de la Chinese Basketball Association, la primera categoría del baloncesto en China. Hasta la temporada 2011-12 este galardón estaba reservado únicamente a los jugadores chinos o taiwaneses. A partir de la temporada siguiente, se entregó además un galardón al mejor jugador extranjero.

## Ganadores del MVP de la Chinese Basketball Association

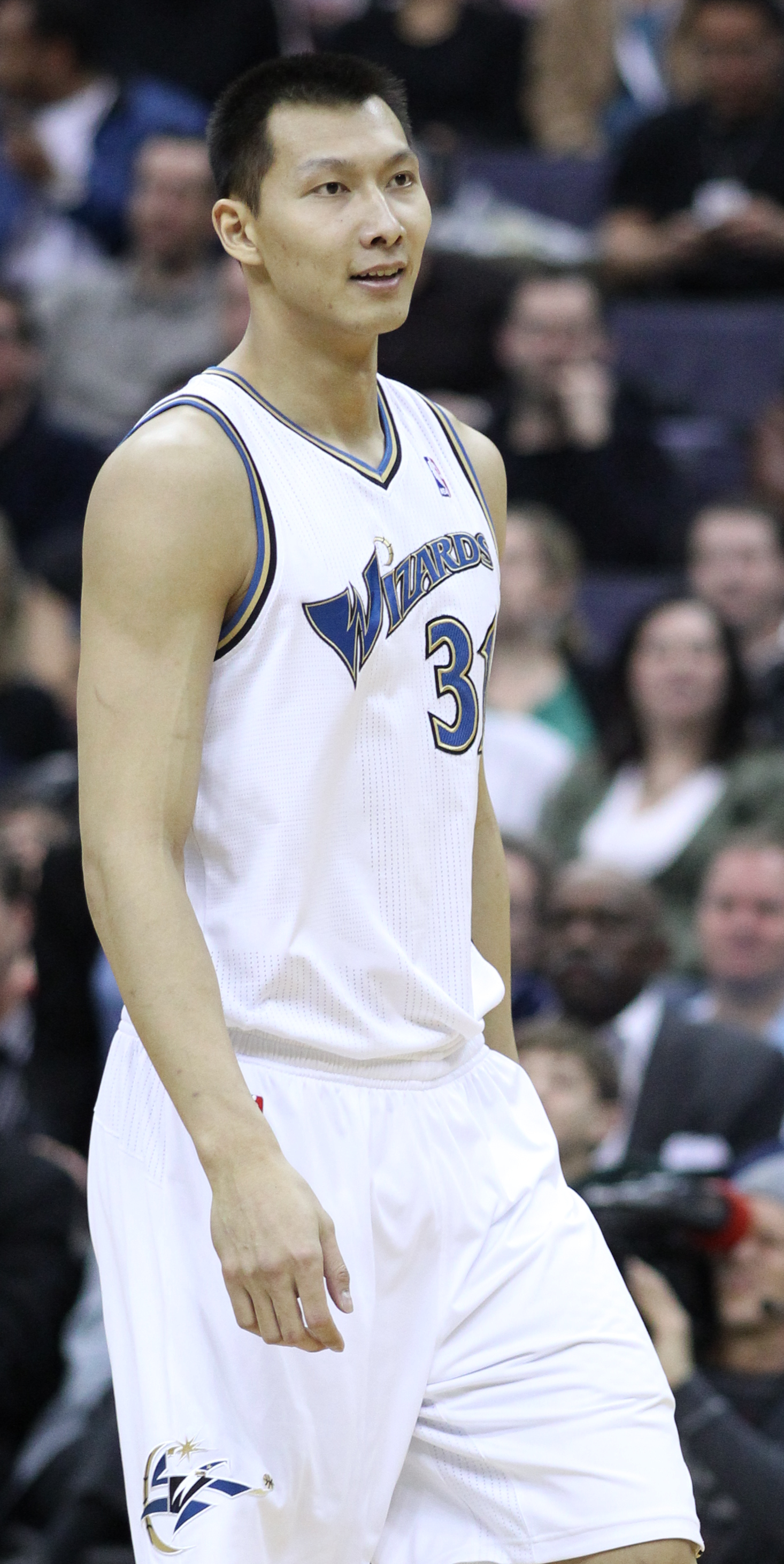
Yi Jianlianganó el galardón en cuatro ocasiones.

| ± | Denota que el equipo fue campeón en la misma temporada |

### Ganadores del MVP al mejor jugador chino
| Temporada                                                   | Jugador                                                   | Nacionalidad                                              | Posición                                                  | Equipo                                                    | Ref(s)                                                    |                                                           |                                                           |                                                           |
| MVP de la temporada regular de la CBA (1995–96 a 2011–12)   | MVP de la temporada regular de la CBA (1995–96 a 2011–12) | MVP de la temporada regular de la CBA (1995–96 a 2011–12) | MVP de la temporada regular de la CBA (1995–96 a 2011–12) | MVP de la temporada regular de la CBA (1995–96 a 2011–12) | MVP de la temporada regular de la CBA (1995–96 a 2011–12) | MVP de la temporada regular de la CBA (1995–96 a 2011–12) | MVP de la temporada regular de la CBA (1995–96 a 2011–12) | MVP de la temporada regular de la CBA (1995–96 a 2011–12) |
| ----------------------------------------------------------- | --------------------------------------------------------- | --------------------------------------------------------- | --------------------------------------------------------- | --------------------------------------------------------- | --------------------------------------------------------- | --------------------------------------------------------- | --------------------------------------------------------- | --------------------------------------------------------- |
| 1995–96                                                     | Hu Weidong                                                | Bandera de la República Popular China                     | PG/SG                                                     | Jiangsu Dragons                                           |                                                           |                                                           |                                                           |                                                           |
| 1996–97                                                     | Hu Weidong (×2)                                           | Bandera de la República Popular China                     | PG/SG                                                     | Jiangsu Dragons                                           |                                                           |                                                           |                                                           |                                                           |
| 1997–98                                                     | Gong Xiaobin                                              | Bandera de la República Popular China                     | F/C                                                       | Shandong Flaming Bulls                                    |                                                           |                                                           |                                                           |                                                           |
| 1998–99                                                     | Sun Jun                                                   | Bandera de la República Popular China                     | SF                                                        | Jilin Northeast Tigers                                    |                                                           |                                                           |                                                           |                                                           |
| 1999–00                                                     | Wang Zhizhi                                               | Bandera de la República Popular China                     | F/C                                                       | Bayi Rockets ±                                            |                                                           |                                                           |                                                           |                                                           |
| 2000–01                                                     | Yao Ming                                                  | Bandera de la República Popular China                     | C                                                         | Shanghai Sharks                                           |                                                           |                                                           |                                                           |                                                           |
| 2001–02                                                     | Liu Yudong                                                | Bandera de la República Popular China                     | PF                                                        | Bayi Rockets                                              |                                                           |                                                           |                                                           |                                                           |
| 2002–03                                                     | Sun Jun (×2)                                              | Bandera de la República Popular China                     | SF                                                        | Jilin Northeast Tigers                                    |                                                           |                                                           |                                                           |                                                           |
| 2003–04                                                     | Tang Zhengdong                                            | Bandera de la República Popular China                     | C                                                         | Jiangsu Dragons                                           |                                                           |                                                           |                                                           |                                                           |
| 2004–05                                                     | Tang Zhengdong (×2)                                       | Bandera de la República Popular China                     | C                                                         | Jiangsu Dragons                                           |                                                           |                                                           |                                                           |                                                           |
| 2005–06                                                     | Mengke Bateer DESPOSEIDO                                  | Bandera de la República Popular China                     | C                                                         | Beijing Ducks                                             |                                                           |                                                           |                                                           |                                                           |
| 2006–07                                                     | Tang Zhengdong (×3)                                       | Bandera de la República Popular China                     | C                                                         | Jiangsu Dragons                                           |                                                           |                                                           |                                                           |                                                           |
| 2007–08                                                     | Zhu Fangyu                                                | Bandera de la República Popular China                     | SF                                                        | Guangdong Southern Tigers ±                               |                                                           |                                                           |                                                           |                                                           |
| 2008–09                                                     | Mengke Bateer                                             | Bandera de la República Popular China                     | C                                                         | Xinjiang Flying Tigers                                    |                                                           |                                                           |                                                           |                                                           |
| 2009–10                                                     | Mengke Bateer (×2)                                        | Bandera de la República Popular China                     | C                                                         | Xinjiang Flying Tigers                                    |                                                           |                                                           |                                                           |                                                           |
| 2010–11                                                     | Mengke Bateer (×3)                                        | Bandera de la República Popular China                     | C                                                         | Xinjiang Flying Tigers                                    |                                                           |                                                           |                                                           |                                                           |
| 2011–12                                                     | Zhu Fangyu (×2)                                           | Bandera de la República Popular China                     | SF                                                        | Guangdong Southern Tigers                                 |                                                           |                                                           |                                                           |                                                           |
| MVP de la temporada regular de la CBA (2012–13 al presente) |                                                           |                                                           |                                                           |                                                           |                                                           |                                                           |                                                           |                                                           |
| 2012–13                                                     | Yi Jianlian                                               | Bandera de la República Popular China                     | F/C                                                       | Guangdong Southern Tigers ±                               |                                                           |                                                           |                                                           |                                                           |
| 2013–14                                                     | Yi Jianlian (×2)                                          | Bandera de la República Popular China                     | F/C                                                       | Guangdong Southern Tigers                                 |                                                           |                                                           |                                                           |                                                           |
| 2014–15                                                     | Yi Jianlian (×3)                                          | Bandera de la República Popular China                     | F/C                                                       | Guangdong Southern Tigers                                 |                                                           |                                                           |                                                           |                                                           |
| 2015–16                                                     | Yi Jianlian (×4)                                          | Bandera de la República Popular China                     | F/C                                                       | Guangdong Southern Tigers                                 | [ 2 ]                                                     |                                                           |                                                           |                                                           |
| 2016–17                                                     | Ding Yanyuhang                                            | Bandera de la República Popular China                     | SG/SF                                                     | Shandong Golden Stars                                     | [ 3 ]                                                     |                                                           |                                                           |                                                           |
| 2017–18                                                     | Ding Yanyuhang (×2)                                       | Bandera de la República Popular China                     | SG/SF                                                     | Shandong Golden Stars                                     | [ 4 ]                                                     |                                                           |                                                           |                                                           |
| 2018–19                                                     | Wang Zhelin                                               | Bandera de la República Popular China                     | C                                                         | Fujian Sturgeons                                          | [ 5 ]                                                     |                                                           |                                                           |                                                           |
| 2019–20                                                     | Yi Jianlian (×5)                                          | Bandera de la República Popular China                     | F/C                                                       | Guangdong Southern Tigers                                 |                                                           |                                                           |                                                           |                                                           |
| 2020–21                                                     | Wu Qian                                                   | Bandera de la República Popular China                     | SG                                                        | Zhejiang Golden Bulls                                     |                                                           |                                                           |                                                           |                                                           |
| 2021–22                                                     | Hu Jinqiu                                                 | Bandera de la República Popular China                     | PF                                                        | Zhejiang Guangsha Lions                                   |                                                           |                                                           |                                                           |                                                           |
| 2022–23                                                     | Wang Zhelin (×2)                                          | Bandera de la República Popular China                     | P                                                         | Fujian Sturgeons                                          | [ 6 ]                                                     |                                                           |                                                           |                                                           |
| 2023–24                                                     | Abdusalam Abdurixit                                       | Bandera de la República Popular China                     | A                                                         | Xinjiang Flying Tigers                                    | [ 7 ]                                                     |                                                           |                                                           |                                                           |
| 2024–25                                                     | Hu Jinqiu                                                 | Bandera de la República Popular China                     | P                                                         | Zhejiang Lions                                            |                                                           |                                                           |                                                           |                                                           |

1. ↑  Mengke Bateer de los Beijing Ducks fue elegido en un principio como MVP de 2006, pero fue más tarde desposeido como castigo disciplinario por discutir con un árbitro, lo que le acarreó una suspensión.[1]

### Ganadores del MVP al mejor jugador internacional (2013–presente)
| 2012–13 | Stephon Marbury    | Estados Unidos          | PG    | Beijing Ducks ±           |        |
| 2013–14 | Lester Hudson      | Estados Unidos          | PG/SG | Xinjiang Flying Tigers    | [ 8 ]  |
| 2014–15 | Lester Hudson (×2) | Estados Unidos          | PG/SG | Liaoning Flying Leopards  | [ 9 ]  |
| 2015–16 | Michael Beasley    | Estados Unidos          | SF/PF | Shandong Golden Stars     | [ 2 ]  |
| 2016–17 | Jimmer Fredette    | Estados Unidos          | PG/SG | Shanghai Sharks           | [ 3 ]  |
| 2017–18 | Courtney Fortson   | Estados Unidos          | PG    | Zhejiang Lions            | [ 10 ] |
| 2018–19 | Darius Adams       | Estados Unidos Bulgaria | PG    | Xinjiang Flying Tigers    | [ 11 ] |
| 2019–20 | Sin ganador        |                         |       |                           |        |
| 2020–21 | MarShon Brooks     | Estados Unidos          | SG    | Guangdong Southern Tigers |        |
| 2021–22 | Kay Felder         | Estados Unidos          | PG    | Shanxi Loongs             |        |
| 2022–23 | Dominique Jones    | Estados Unidos          | B     | Jilin Northeast Tigers    | [ 6 ]  |
| 2023–24 | Jared Sullinger    | Estados Unidos          | AP    | Shenzhen Leopards         | [ 7 ]  |
| 2024–25 | Kenneth Lofton Jr. | Estados Unidos          | AP/P  | Shanghai Sharks           |        |